# Salehurst
Salehurst è un villaggio nel distretto di Rother dell'East Sussex, in Inghilterra, all'interno della parrocchia civile di Salehurst e Robertsbridge. Si trova immediatamente a nord-est del villaggio più grande di Robertsbridge, su una strada secondaria; è approssimativamente 20,8 km a nord di Hastings, appena ad est della strada A21.